# Silvério Abranches

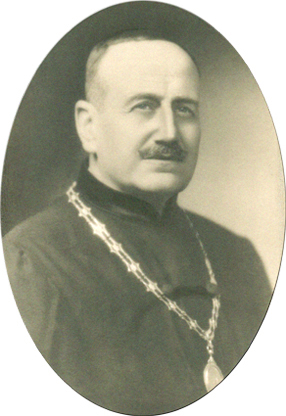
Dr. Silvério Abranches.

Silvério Abranches Barbosa (Viseu, 27 de Novembro de 1885 – Viseu, 3 de Setembro de 1971) foi um advogado português, presidente da Câmara Municipal de Viseu, durante muitos anos conservador do Registo Predial desta cidade, e um conceituado investigador e genealogista.

## Biografia
Sócio correspondente do Instituto de Coimbra desde 1906 e do Instituto Etnográfico da Beira, Silvério Abranches formou-se em Direito pela Universidade de Coimbra, onde se matriculou em 1902 e se bacharelou em 1907, com 16 valores. Esteve envolvido na greve académica de 1907 e integrou a comissão eleita para levar ao primeiro-ministro João Franco a petição dos estudantes.
Depois de ter sido alferes miliciano de Cavalaria em 1910, seguiu inicialmente a carreira da magistratura e foi subdelegado do procurador geral na comarca de Viseu. Com a queda da Monarquia, em 5 de Outubro de 1910, como era monárquico pediu a demissão do cargo, sendo exonerado a seu pedido a 14 de Novembro desse ano. Em 1911 era professor do Liceu de Viseu.
Foi depois advogado e juiz de paz em Viseu, presidente da Câmara Municipal de Viseu (1921- 1925) e provedor da Santa Casa da Misericórdia desta cidade. Em 1933 foi nomeado conservador do Registo Predial de Viseu, cargo que ocupou durante muitos anos, até à sua reforma. Foi presidente do Conselho Geral do Grémio da Lavoura da Beira Alta e da Federação dos Vinicultores do Dão.
O Dr. Silvério Abranches colaborou em vários jornais e revistas culturais e científicos, nomeadamente na revista «Beira Alta», da Junta Distrital de Viseu, na revista «O Instituto», do Instituto de Coimbra, e no jornal «Ecos da Serra». Das suas investigações históricas e genealógicas resultaram várias publicações, referidas adiante. Em 1958 ofereceu ao Arquivo Distrital de Viseu vários fundos documentais.
Juntamente com Alexandre de Lucena e Vale, José Coelho, Albano de Almeida Coutinho, Aquilino Ribeiro, Henrique de Melo Machado da Silveira, Tristão Ferreira de Almeida, Luís Correia de Sá, Henrique de Mello Lemos e seu cunhado o advogado Ramiro de Soveral Soares de Albergaria, entre outros, foi um dos sócios fundadores do Instituto Cultural da Beira, criado em Viseu a 3 de Agosto de 1949.
Foi senhor das quintas de Santo Ivo, em Viseu, e da Carreira Alta, em Oliveira de Barreiros (São João de Lourosa), onde viveu alternadamente.

## Família
O Dr. Silvério Abranches era filho do General Eng. Silvério de Abranches de Lemos e Menezes e de sua mulher D. Cristiana Augusta Barbosa de Carvalho.
Casou a 12 de Março de 1913 nas Caldas da Rainha com Louise Auguste Charlotte Othon Dauphinet (1894-1921), filha de Victor Louis Dauphinet e sua mulher D. Maria da Paz Othon, franceses moradores em Portugal. Tiveram duas filhas.

## Obras publicadas
- «Quinta do Bem-Viver - hoje Quinta da Cêrca», Viseu 1961.
- «Melos: Melos da Quinta Pena (Viseu) e da casa dos Melos (Coimbra)», Viseu, 1958.
- «Ponces da Beira: algumas notas tiradas dos meus apontamentos genealógicos», Viseu 1956.
- «Problemas de História – A naturalidade de Gonçalo Pires, o herói da batalha de Toro», in Ecos da Serra, números 23 e 24, 1950.
- «Maçorim : Barros e Machados da Silveira», Viseu 1943.
- «Índice genealógico parcial do Tombo Genealógico de Viseu que em 1932 publicou o visiense Dr. Armando de Matos», 1942, na revista «O Instituto», nº 100, do Instituto de Coimbra.
- «Questão dos Médicos da Universidade», Viseu 1917.